# Liste von Akkumulatortriebwagen
Die Liste von Akkumulatortriebwagen listet Akkumulatortriebwagen auf.

## Erste Generation mit Bleiakkumulator
| Baureihe / Typ      | Bild | Hersteller | Baujahr      | Betreiber                                                 | Anzahl | Anmerkungen |
| ------------------- | ---- | --- | ------------ | --------------------------------------------------------- | ------ | --- |
| MBCC                |      | Waggonbau Rastatt, Schuckert Nürnberg AfA Berlin | 1900 / 1902  | Pfälzische Ludwigsbahn                                    | 4      | 1936 ausgemustert |
| MCi                 |      | ? | 1901         | Königlich Bayerische Staatseisenbahnen                    | 1      | Umbau aus Personenwagen Ci (Baujahr 1887); 1912 zu Turmwagen umgebaut                                                     |
| 133d                |      | Waggonfabrik Rastatt Elektrizitäts-Aktiengesellschaft Nürnberg                                                                                           | 1903         | Großherzogliche Badische Staatseisenbahnen (Bad.St.B.)    | 1      | Versuchsbetrieb auf den Strecken Stahringen-Überlingen und Radolfzell-Stockach, 1905 wieder in Personenwagen zurückgebaut |
| E 1                 |      | Waggonfabrik Werdau | 1904         | Königlich Sächsische Staatseisenbahnen (K.Sächs.Sts.E.B.) | 1      | Versuchsbetrieb zwischen Dresden und Pirna, 1906 in Personenwagen umgebaut                                                |
| AT 1                |      | Hauptwerkstatt Tempelhof Siemens-Schuckert-Werke, AFA | 1907 (Umbau) | Preußische Staatsbahn                                     | 5      | Umbau aus Reisezugwagen; bis 1943 ausgemustert                                                                            |
| AT 2                |      | Waggonfabrik Rastatt Siemens-Schuckert-Werke, AFA | 1907         | Preußische Staatsbahn                                     | 1      | 1917 ausgemustert |
| AT 3                |      | Breslauer AG, Van der Zypen & Charlier, Gebr. Gastell, Görlitzer AG Siemens-Schuckert-Werke, Bergmann Elektrizitätswerke, AEG, Brown, Boveri & Cie., AFA | 1907–1915    | Preußische Staatsbahn                                     | 1      | bis 1964 ausgemustert; der Wagen 090 802 Ma der PKP ist im Eisenbahnmuseum Skierniewice museal erhalten                   |
| ET 21               |      | BBÖ Hauptwerkstätte St. Pölten AEG, Akkumulatoren-Fabriks AG / Wien                                                                                      | 1921         | Bundesbahnen Österreich (BBÖ)                             | 4      | Versuchsfahrzeug, Mitte der 1930er-Jahre ausgemustert                                                                     |
| 581/582 bis 615/616 |      | WUMAG, Wegmann, Gastell Bergmann, SSW | 1926–1928    | Deutsche Reichsbahn (DR)                                  | 18     | bis 1968 ausgemustert |
| 700 264 bis 266     |      | SSW (elektrischer Teil), Rathgeber | 1926         | Deutsche Reichsbahn (DR)                                  | 3      | Turmtriebwagen, Antrieb durch Oberleitung oder Akku, bis 1970 ausgemustert                                                |
| 700 860/861         |      | BEW | 1929–1930    | Deutsche Reichsbahn (DR)                                  | 1      | Tunneluntersuchungswagen, Ausmusterung 1979                                                                               |
| 701 407 und 408     |      | SSW (elektrischer Teil), Maffei | 1929–1930    | Deutsche Reichsbahn (DR)                                  | 3      | Turmtriebwagen, Antrieb durch Oberleitung oder Akku, Ausmusterung bis 1971                                                |
| BDa 2/2             |      | ? | 1931         | Meiringen-Innertkirchen-Bahn (MIB)                        | 3      | bis 1979 ausgemustert, alle Fahrzeuge museal erhalten                                                                     |
| T 1                 |      | Dessauer Waggonfabrik AFA | 1934         | Zschornewitzer Kleinbahn                                  | 1      | nach 1945 als Personenwagen eingesetzt                                                                                    |
| ETA 176             |      | Wegmann, WMD SSW, AEG, Schaltbau, AFA, ME | 1952–1954    | Deutsche Bundesbahn (DB)                                  | 8      | bis 1984 ausgemustert |
| T1–T3               |      | Maschinenbau Kiel | 1953         | Alsternordbahn                                            | 3      | 1967 ausgemustert |
| ETA 150             |      | SSW, Rathgeber (7), O&K (150), WMD (56), MAN (19), Wegmann & Co.                                                                                         | 1954–1965    | Deutsche Bundesbahn (DB)                                  | 232    | bis 1995 ausgemustert |
| British Rail BEMU   |      | Derby/Cowlairs | 1958         | British Rail (BR)                                         | 1      | Umbau aus Dieseltriebwagen, Einsatz auf der Deeside Line, 1966 ausgemustert                                               |

## Zweite Generation
| Baureihe         | Bild | Hersteller              | Betrieb ab | Betreiber | Anzahl | Batterietyp | Anmerkungen                                         |
| ---------------- | ---- | ----------------------- | ---------- | --------- | ------ | ----------- | --------------------------------------------------- |
| Vivarail D-Train |      | Vivarail, Metro-Cammell | 2015       |           |        |             | umgebaut aus D78-Stock-Wagen der London Underground |

## Zweikraftfahrzeuge für Oberleitungsbetrieb mit zusätzlichem Akkumulator
| Baureihe                 | Bild | Hersteller | Baujahr   | Betreiber                                      | Anzahl                            | Batterietyp                      | Anmerkungen |
| ------------------------ | ---- | ---------- | --------- | ---------------------------------------------- | --------------------------------- | -------------------------------- | --- |
| EV-E301                  |      | J-TREC     | 2014      | JR Higashi-Nihon                               | 4                                 | Akku (190 kWh)                   | Einsatz auf der Utsunomiya-Linie im Oberleitungsbetrieb und weiter auf der Karasuyama-Linie im Batteriebetrieb                           |
| BEC819                   |      | Hitachi    | 2016      | JR Kyushu                                      | 18                                | Akku                             | [ 1 ] |
| Class 777                |      | Stadler    | 2018–2021 | Merseyrail                                     | 7 (46 Züge noch nicht umgerüstet) | Lithium-Ionen-Akku (LTO und NMC) | Batterieausrüstung, um das Merseyrail-Netz ohne Elektrifizierungen vergrößern zu können, Zweisystemzüge für Gleichstrom und Wechselstrom |
| Talent 3                 |      | Bombardier | 2018      |                                                | 1                                 | Akku (300 kWh)                   | Versuchsfahrzeug 8442 600 |
| Talent 3                 |      |            |           | Vlexx                                          | 6                                 | Akku (420 kWh)                   | Einsatz ab Dezember 2025 auf der RB72 im Saarland geplant                                                                                |
| Cityjet Eco ÖBB 4746     |      | Siemens    | 2019      | ÖBB                                            | 1                                 | Akku                             | Versuchsfahrzeug 4746 049 der ÖBB, nach den Tests wurden die Batterien wieder ausgebaut.                                                 |
| Flirt Akku               |      | Stadler    | 2023–     | Nahverkehrsverbund Schleswig-Holstein (NAH.SH) | 55                                | Akku                             | [ 4 ] [ 5 ] |
| Flirt Akku               |      | Stadler    |           | ZV SPNV Süd Pfalz-Netz (Rheinland-Pfalz)       | 44                                | Akku                             | [ 6 ] [ 7 ] |
| Flirt Akku               |      | Stadler    | (2026)    | VMV Netz Warnow II (Mecklenburg-Vorpommern)    | 14                                | Akku                             | [ 8 ] [ 9 ] |
| Flirt Akku               |      | Stadler    |           | Österreichische Bundesbahnen Kamptalbahn       | 16                                | Akku                             | [ 10 ] |
| Flirt Akku               |      | Stadler    |           | LTG, Strecken in Litauen                       | 6 (26 als Option)                 | Akku                             | [ 11 ] |
| Flirt Akku               |      | Stadler    | (2027)    | Metra                                          | 8                                 | Akku                             | |
| Flirt Akku               |      | Stadler    | (2028)    | Akkunetz Mittelthüringen                       | 19                                | Akku                             | |
| Mireo Plus B             |      | Siemens    | 2024–     | NVBW / SFBW Ortenau (Baden-Württemberg)        | 27                                | Akku                             | [ 13 ] |
| Mireo Plus B             |      | Siemens    | 2024-     | VBB Netz Ostbrandenburg (Berlin/Brandenburg)   | 31                                | Akku                             | [ 15 ] |
| Mireo Plus B             |      | Siemens    |           | ZV SPNV Nord Raum Limburg (Rheinland-Pfalz)    | 3                                 | Akku                             | [ 16 ] |
| Mireo Plus B             |      | Siemens    |           | DB Regio (VMS/VNL S 1: Leipzig-Döbeln)         | 16                                | Akku                             | [ 17 ] |
| RegioPanter              |      | Škoda      | 2024–     | České dráhy                                    | 19                                | Akku (LTO)                       | [ 18 ] |
| Coradia Continental BEMU |      | Alstom     | (2025)    | MRB (VMS/VNL RE 6: Leipzig-Chemnitz)           | 11                                | Akku                             | [ 13 ] |
| CAF Civity               |      | CAF        | (2025)    | VRR Niederrhein (NRW) und RB 46                | 66                                | Akku                             | [ 13 ] |
| CAF Civity               |      | CAF        |           | NWL Reaktivierungsstrecken (NRW)               | 10                                | Akku                             | [ 20 ] |
| Alstom X’Trapolis        |      | Alstom     | (2025)    | Iarnród Éireann, DART                          | 31                                | Akku                             | [ 21 ] |

## Zweikraftfahrzeuge mit zusätzlichen Traktionsbatterien
| Baureihe                    | Bild | Hersteller   | Betrieb ab | Betreiber             | Anzahl | Batterietyp | Anmerkungen                                                                         |
| --------------------------- | ---- | ------------ | ---------- | --------------------- | ------ | ----------- | ----------------------------------------------------------------------------------- |
| Class 756 (Stadler Flirt)   |      | Stadler Rail | 2024       | Transport for Wales   | 24     |             | Trimodaler Zug mit Energieversorgung mittels Oberleitung, Dieselmotor oder Batterie |
| Blues (HTR 312 und HTR 412) |      | Hitachi Rail | 2022       | Trenitalia            | 66+    |             | Trimodaler Zug mit Energieversorgung mittels Oberleitung, Dieselmotor oder Batterie |
| A-Train                     |      | Hitachi Rail | 2028       | Grand Central Railway | 9      |             | Trimodaler Zug mit Energieversorgung mittels Oberleitung, Dieselmotor oder Batterie |